# Cummins Township (Iowa)
Pour les articles homonymes, voir Cummins (homonymie).
Cummins Township est un township du comté de Pocahontas en Iowa, aux États-Unis,.

## Source de la traduction
- (es) Cet article est partiellement ou en totalité issu de l’article de Wikipédia en espagnol intitulé « Municipio de Cummins (condado de Pocahontas, Iowa) » (voir la liste des auteurs).